# Yuki Hsu
Yuki Hsu Huai Yu (cinese tradizionale 徐懷鈺; cinese semplificato: 徐怀钰; pinyin: Xú Huáiyù; Taiwan, 3 marzo 1978) è una cantante e attrice taiwanese.

## Biografia
Il picco della sua carriera di cantante pop è avvenuto alla fine degli anni '90. Probabilmente è meglio conosciuta per il suo singolo "Fen Fei" (分飛). Tra il 1998 e il 2001, ha registrato una serie di hit a Taiwan, sebbene non abbia mai riscosso troppo successo fuori dall'Asia. La maggior parte delle sue canzoni erano pezzi dance melodici allegri e orecchiabili, in cui spesso erano presenti strambi motivetti o testi infantili. Nella sua canzone "Angel", c'è perfino un coro di bambini che canta con lei. Altre canzoni rinomate di Yuki Hsu sono "Ai De Ding Dong", "Who's Naughty" e un remake del pezzo techno degli anni '90 "Dub-I-Dub". Nel 1999 collaborò col rapper sudcoreano Yoo Seung Jun per registrare un duetto più sofisticato dal titolo "Can't Wait", che le assicurò un po' di fama fuori da Taiwan. Era anche nota per le bizzarre acconciature che esibiva in molti dei suoi video musicali.
Dopo il 2001, smise di registrare canzoni e diede una svolta alla sua carriera, mettendosi a recitare nei drama televisivi taiwanesi. Nel 2007 è tornata nelle classifiche pop con il suo nuovo album Bad Girl.

## Discografia
- First Album (第一張個人專輯), marzo 1998
- Go! Go! Go! (向前冲), ottobre 1998
- Kindness of a Magical Lady–2 Generations (魔法阿媽之戀愛2 世代), insieme a Wen Ying, marzo 1999
- 5.6.7.8. Going (EP)
- Angel (天使), maggio 1999
- Love, gennaio 2000
- U'Want (欲望), agosto 2000
- Miss Right (完美小姐), agosto 2001
- Bad Girl, maggio 2007

## Filmografia
- The Strait Story (南方紀事之浮世光影), 2005
- The Voyage of Emperor Qian Long to Jiang Nan (乾隆皇下江南), 2003
- Love Train (心動列車), 2003
- Tweeny Witches (giapponese: 魔法少女隊 アルス; cinese: 孩子女巫), voce, 2003
- The Monkey King: Quest For The Sutra, (齊天大圣孫悟空), 2002
- The Beauty Mermaid (天地傳說之魚美人), 2001
- Toshinden Subaru, the New Generation (鬥神傳 新的産生), voce, 2001
- Battle Arena Toshinden (鬥神傳), voce, 1998 [anime]